# Jeffrey Tasso
Jeffery Tasso (* 12. August 1998 in Luganville) ist ein vanuatuischer Fußballspieler.

## Karriere

### Verein
Von der Teouma Academy kommend, wechselte er im Sommer 2016 zum Mauwia FC. Anfang 2019 ging es für ihn dann weiter zum Malampa Revivors FC und danach ab September 2020 weiter zum ABM Galaxy FC. Mitte 2021 verließ er dann sein Heimatland um sich in Australien dem FK Beograd anzuschließen. Zum Jahresstart 2023 ging es weiter zum Gawler Eagles FC und seit Anfang 2024 steht er nun beim Western Strikers SC unter Vertrag.

### Nationalmannschaft
Mit der vanuatuischen U17 nahm er an der Ozeanienmeisterschaft 2015 teil und mit der U20 an deren Ozeanienmeisterschaft im Jahr 2016. Darauf folgte dann auch noch die Ozeanienmeisterschaft 2019 mit der U23.
Für die A-Nationalmannschaft debütierte er am 10. März 2022 bei einer 0:3-Freundschaftsspielniederlage gegen Fidschi, wo er in der 61. Minute eingewechselt wurde. Nach einem weiteren Freundschaftsspieleinsatz kam er auch beim MSG Prime Minister’s Cup 2022 in einem Spiel zum Einsatz. Auch bei der Ausgabe im Jahr 2023 folgten noch einige weitere Partien. Einen Monat später folgte noch das Fußball-Turnier bei den Pazifikspielen 2023.  Danach war er dann auch bei der Ozeanienmeisterschaft 2024 dabei und kam in drei Spielen inklusive des Finales, welches gegen Neuseeland verloren wurde, zum Einsatz.